# Кубок Сине Сентер
Кубок Сине Сентер (исп. Copa Cine Center) — клубный турнир по футболу в Боливии, в котором принимают участие 6 ведущих клубов страны из трёх городов — Ла-Паса («Боливар», «Стронгест»), Кочабамбы («Хорхе Вильстерманн», «Аурора») и Санта-Крус-де-ла-Сьерры («Ориенте Петролеро», «Блуминг»). С 2003 по 2011 год титульным спонсором турнира являлась авиакомпания Aerosur и турнир носил название Кубок Аэросур. С 2012 года спонсируется сетью кинотеатров «Cine Center». Турнир является вариацией национального кубка боливийской Лиги.
С 2009 года проводится ещё один турнир, который носил название Copa Aerosur del Sur, то есть Кубок Аэросур юга Боливии. В нём принимают участие клубы, которые исторически не являются грандами футбола Боливии, однако довольно успешно выступают в чемпионатах страны в последние годы: ФК «Ла-Пас», «Реал Потоси», «Университарио» (Сукре), «Сан-Хосе» (Оруро) и другие. После смены спонсора с 2012 года турнир называется Copa Cine Center del Sur, то есть Кубок Сине Сентер юга Боливии. С 2014 года Кубок Сине Сентер юга не проводится.
Турнир изначально носил предсезонный характер, проводился перед стартом очередного сезона в конце января — начале февраля. В связи со сменой формата календаря в 2011 году, турнир стал проводиться в перерыве между двумя чемпионатами одного сезона.

## Победители
| Год  | Победитель             | Финалист           |
| ---- | ---------------------- | ------------------ |
| 2003 | Ориенте Петролеро      | Хорхе Вильстерманн |
| 2004 | Хорхе Вильстерманн     | Аурора             |
| 2005 | Ориенте Петролеро (2)  | Боливар            |
| 2006 | Блуминг                | Стронгест          |
| 2007 | Стронгест (1)          | Ориенте Петролеро  |
| 2008 | Блуминг                | Хорхе Вильстерманн |
| 2009 | Боливар                | Хорхе Вильстерманн |
| 2010 | Боливар                | Хорхе Вильстерманн |
| 2011 | Хорхе Вильстерманн     | Аурора             |
| 2012 | Хорхе Вильстерманн     | Боливар            |
| 2013 | Боливар (3)            | Стронгест          |
| 2014 | Не проводился          |                    |
| 2015 | Блуминг (3)            | Хорхе Вильстерманн |
| 2016 | Хорхе Вильстерманн (4) | Ориенте Петролеро  |

### Кубок Сине Сентер юга
| Год  | Победитель          | Финалист          |
| ---- | ------------------- | ----------------- |
| 2009 | Сан-Хосе Оруро      | Реал Потоси       |
| 2010 | Гуабира             | Реал Потоси       |
| 2011 | Университарио Сукре | Реал Потоси       |
| 2012 | Реал Потоси         | Насьональ Потоси  |
| 2013 | Гуабира (2)         | Спорт Бойз Варнес |